# 휴 에버렛 3세
휴 에버렛 3세 (Hugh Everett III, 1930년 11월 11일 - 1982년 7월 19일) 한 미국의 물리학자로, 양자 물리학의 다세계 해석의 제안자로 알려져 있다. 코펜하겐 해석과 달리 다세계 해석은 슈뢰딩거 방정식이 절대 무너지지 않으며 양자 중첩의 모든 가능성이 객관적으로 실재한다고 가정한다.
에버렛은 박사 학위를 마친 후 물리학 경력을 마감했다. 그 이후일반화된 라그랑주 승수를 사용하는 방법을 개발했으며 이를 국방 분석가 및 컨설턴트로 상업적으로 적용했다. 말년에 건강이 악화되어 1982년 51세의 나이로 사망했다.
에버렛의 생애가 끝날 때까지 크게 무시되었지만 다세계 해석은 1970년대 양자 결맞음 의 발견으로 더 많은 신뢰를 받았고 최근 수십 년 동안 주목을 받았다.

## 어린 시절과 교육
휴 에버렛 3세는 1930년에 태어나 워싱턴 DC 지역에서 자랐다. 에버렛의 부모는 그가 어렸을 때 별거했다. 처음에는 그의 어머니에 의해 양육되었으며, 7살 때부터 그의 아버지와 계모에 의해 자랐다.
열두 살 때 그는 알버트 아인슈타인에게 편지를 써서 우주를 유지하는 것이 무작위적인 것인지 통합적인 것인지 묻는 편지를 썼다
제2차 세계 대전 중에 그의 아버지는 유럽에서 참모부 중령으로 전쟁 중이었다. 제2차 세계 대전 후 에버렛의 아버지는 서독에 주둔했으며 휴는 1949년에 학부 과정을 1년 쉬고 그와 합류했다. 아버지와 아들은 모두 열정적인 사진 작가였으며 재건 중인 서독의 사진을 수백 장 찍었다. 그들의 기술적 관심을 반영하여 사진은 거의 사람이 없었다.

## 프린스턴
에버렛은 수학 학위를 위한 충분한 과정을 이수했지만 1953년 미국 가톨릭 대학교에서 화학 공학 학위를 취득했다. 그는 대학원 연구를 위해 프린스턴 대학교에 다닐 수 있는 국립 과학 재단 펠로우십을 받았다. 그는 프린스턴에서 수학 부서의 연구를 시작했으며 그곳에서 당시 새로운 게임 이론 분야인 Albert W. Tucker 밑에서 일했지만 천천히 물리학으로 빠져들었다. 1953년 그는 로버트 딕과 함께 양자역학 입문(Introductory Quantum Mechanics) 과 같은 첫 물리학 과정을 수강하기 시작했다.
1954년 12월에 군사 게임 이론에 관한 논문을 발표했다. 그는 1955년 봄에 일반 시험에 합격하여 석사 학위를 취득한 후 (훨씬) 나중에 그를 유명하게 만들 논문 작업을 시작했다. 1955년에 그는 논문 지도교수를 존 아치볼드 휠러로 바꾸었고 양자 이론에 대한 몇 편의 짧은 논문을 썼고 1956년 4월에 그의 긴 논문이 나왔다.
휠러 자신은 1956년 5월에 에버렛의 작품 중 적어도 일부에 대해 호의적인 반응을 얻을 목적으로 코펜하겐을 여행했지만 헛수고였다. 1956년 6월 에버렛은 펜타곤의 무기 시스템 평가 그룹에서 방어 작업을 시작했으며 1957년 봄에 약간의 지연이 있은 후 그의 논문을 방어하기 위해 잠시 프린스턴으로 돌아왔다. 개념을 제시하는 방법에 대해 에버렛과 휠러 사이의 절충안이자 그의 논문의 최종 버전과 거의 동일한 짧은 기사가 Reviews of Modern Physics Vol 29 #3 454-462(1957년 7월)에 게재되었다.

## 프린스턴 이후
1956년 9월 졸업과 동시에 에버렛은 국방부 분석 연구소(Institute for Defense Analyzes)에서 관리하는 새로 조직된 국방부의 WSEG(Weapons Systems Evaluation Group )에 초대되었다. 1956년 10월 23 ~ 26 년 사이에 그는 물론 관리하는 무기 오리엔테이션에 참석 샌디 아 국립 연구소에서 앨버 커키, 뉴 멕시코에 대해 배울 핵무기 및 컴퓨터 모델링의 팬 동안이되었다. 1957년에 그는 WSEG의 물리 및 수리 과학부 국장이 되었다. 프린스턴 대학에서 양자 이론에 관한 자신의 논문을 변호하기 위해 잠시 휴식을 취한 후 에버렛은 WSEG로 돌아와 연구를 재개했다. 그는 당시 시작되었던 Minuteman 미사일 프로젝트에 대한 다양한 연구와 영향력 있는 연구인 대규모 핵무기 캠페인에서 낙진의 분포와 영향에 대해 연구했다.
1962년 에버렛은 Cincinnati에 있는 Xavier University에서 열린 양자 역학의 기초에 관한 회의에서 상대 상태 공식(지금도 그렇게 불림)을 발표하라는 초대를 수락했다. 그의 설명에서 에버렛은 확률의 유도를 제시했고 또한 파동함수의 모든 지점에서 관찰자가 동등하게 "실제"라고 명시적으로 말했다. 그는 또한 보편적 파동함수의 가지 수가 셀 수 없는 무한대 라는 바닥에서의 관찰에 동의했다.
1964년 8월 에버렛과 여러 WSEG 동료는 다양한 민간 문제에 군사 모델링 솔루션을 적용하기 위해 Lambda Corp.를 시작했다. 1970년대 초반에 국방예산이 축소되고 대부분의 돈이 베트남 전쟁에서 작전 업무에 사용되었고, 결과적으로 Lambda는 결국 General Research Corp에 흡수되었다.
1970년 Bryce DeWitt는 Physics Today에 에버렛의 상대 상태 이론에 대한 기사를 썼는데, 이는 물리학자들로부터 많은 편지를 불러일으켰다. 이 서신과 제기된 기술적 이의에 대한 DeWitt의 답변도 출판되었다. 한편 1957년에 처음 출판되었을 때 다세계/상대 상태 해석에 대해 에버렛과 통신했던 DeWitt는 양자 역학의 다세계 해석에 대한 선집 편집을 시작했다. 에버렛과 Wheeler의 원본 기사 외에도 선집은 에버렛의 1956년 논문인 The Theory of the Universal Wavefunction 을 포함하여 지배적이었다. 이 책은 1973년 말에 출판되어 완전히 매진되었으며, 얼마 지나지 않아 에버렛의 작업에 대한 기사가 잡지 Analog에 실렸다.